# 水江建太
水江 建太（みずえ けんた、1995年11月2日 - ）は、日本の俳優。東京都出身。

## 経歴
- 21歳でオスカープロモーションの所属となる。イベントなどで自らが作詞作曲した曲を披露しており、アーティストとしての活動を目指している[2]。
- 2017年11月、オスカープロモーションで初となる男性エンターテイメント集団「男劇団 青山表参道X」を結成しメンバーとなる。翌年に行われた旗揚げ公演『SHIRO TORA 〜beyond the time〜』が初舞台となる。その後、2019年11月に劇団を卒業[3]。
- 2020年9⽉22⽇、水江建太がプロデュースする謎のアーティスト「⻘」として、「シアターコンプレックス」のオリジナル・プログラムにて初LIVEの⽣配信を⾏った[4]。これに伴い、LIVEでも披露された楽曲「Still Iʼm here」のMusic VideoがYouTube公式チャンネルで先行公開された[5]。
- 2021年4月1日、オスカープロモーションを円満退所する[6]。
- 2021年8月より「project -as A-」としてアーティスト活動を開始 。

## 人物
- 趣味は銭湯、サウナ[7]。
- 特技はギター、弾き語り、アクション、サッカー（12年間）[8]。
- 座右の銘は感謝。
- サイズはB88・W75・H90・S28

## 出演

### 舞台
- 男劇団 青山表参道Ｘ
  - 旗揚げ公演『SHIRO TORA 〜beyond the time〜』（2018年6月14日 - 17日、AiiA 2.5 Theater Tokyo） - 佐々木忠 役[9]
  - 第2回公演『ENDLESS REPEATERS-エンドレスリピーターズ-』（2019年7月20日 - 21日、品川プリンスホテル クラブeX） - 熊谷栄作 役[10]
- MANKAI STAGE『A3!』 - 摂津万里 役 [11]
  - 〜AUTUMN & WINTER 2019〜（2019年1月31日 - 3月24日、日本青年館ホール 他）
  - 〜SPRING 2019〜（2019年4月25日 - 6月2日、天王洲 銀河劇場 他）
  - 〜AUTUMN 2020〜（2020年1月18日 - 3月1日、品川プリンスホテル ステラボール 他）
  - 〜Four Seasons LIVE 2020〜（2020年9月17日 - 20日、東京ガーデンシアター）
  - Troupe LIVE〜AUTUMN 2021〜（2021年12月、東京国際フォーラム ホールC）
  - ACT2! 〜AUTUMN 2022〜（2022年11月4日 - 12月5日、TOKYO DOME CITY HALL 他）
  - ACT2! 〜WINTER 2023〜（2023年1月21日 - 2月26日、TACHIKAWA STAGE GARDEN 他）※映像出演[12]
  - ACT2! 〜AUTUMN 2023〜（2023年11月11日 - 12月23日、TOKYO DOME CITY HALL 他）[13]
  - 〜Four Seasons LIVE 2024〜（2024年10月31日 - 11月4日、東京ガーデンシアター）[14]
  - ACT3! 〜2025〜（2025年3月22日 - 5月10日、KAAT神奈川芸術劇場 ホール）[15]
- 朗読劇 Reading♥Stage「百合と薔薇」（2019年6月12日、品川プリンスホテル クラブeX） - 夏目ユウキ 役[16]
- 『ヒプノシスマイク-Division Rap Battle-』Rule the Stage - 入間銃兎 役[17]
  - -track.1-（2019年11月15日 - 12月1日、品川プリンスホテル ステラボール）
  - -track.4-（2021年2日5日 - 3月7日、TOKYO DOME CITY HALL 他）
  - -Battle of Pride-（2021年8月14日・15日、丸善インテックアリーナ大阪 / 8月24日・25日、ぴあアリーナMM）[18]
  - -Rep LIVE side M.T.C-（2022年7月2日 - 8月7日、KT Zepp Yokohama 他）
  - -Mix Tape1-（2022年7月14日 - 18日、TOKYO DOME CITY HALL）※全公演中止
  - -Fling Posse VS MAD TRIGGER CREW-（2023年3月2日 - 19日、COOL JAPAN PARK OSAKA WWホール 他）
  - -Battle of Pride 2023-（2023年9月3日、大阪城ホール / 9月7日 - 10日、ぴあアリーナMM）
- 「BANANA FISH」The Stage - アッシュ・リンクス 役[19]
  - -前編-（2021年6月10日 - 20日、天王洲 銀河劇場）
  - -後編-（2022年1月20日 - 30日、品川プリンスホテル ステラボール）※一部日程中止
- ミュージカル『CROSS ROAD〜悪魔のヴァイオリニスト パガニーニ〜』（2022年6月7日 - 30日、日比谷シアタークリエ） - ニコロ・パガニーニ 役[20]
- ミュージカル『刀剣乱舞』 - 山姥切長義 役
  - 花影ゆれる砥水（2023年4月30日 - 6月18日、TOKYO DOME CITY HALL 他）　[21]
  - ㊇ 乱舞野外祭（2023年9月23日・24日、富士急ハイランド・コニファーフォレスト）※日替わり出演
  - 祝玖寿 乱舞音曲祭 （2024年11月27日 -12月1日、 Kアリーナ横浜）※会場替わり出演
  - 目出度歌誉花舞 十周年祝賀祭（2025年7月29日・30日、東京ドーム）[22]
- 音楽朗読劇『三毛猫ホームズ』（2025年1月24日 - 2月3日、COOL JAPAN PARK OSAKA WWホール他） - 三毛猫ホームズ 役[23]
- Bloody Love 歌劇『ババンババンバンバンパイア』（2025年9月20日 - 25日〈予定〉、東京国際フォーラム ホールC） - 主演・森蘭丸 役[24]

### テレビドラマ
- パパ、はじめました（2019年9月2日 - 11月19日、BS日テレ） - 遊佐麗音 役[25]
- M 愛すべき人がいて（2020年4月18日 - 7月4日、テレビ朝日系・ABEMA） - 佐山尚樹 役[26]
- L 礼香の真実（2020年6月27日 - 7月5日、ABEMA） - 佐山尚樹 役[27]
- たびくらげ探偵日記（2022年1月6日 - 28日、MBS） - 滝本謙太 役[28]
- 仮面ライダーギーツ 第22話 - 最終話（2023年2月12日 - 8月27日、テレビ朝日） - キューン / 仮面ライダーキューン 役[29]

### 映画
- MANKAI MOVIE『A3!』〜AUTUMN & WINTER〜（2022年3月4日公開） - 摂津万里 役[30]

### ラジオ番組
- 水江建太のギュギュっと10minutes! （2023年10月3日 - 2024年9月30日 ニッポン放送 ）[31]

### CM
- NEXCO東日本「夢を積んだワゴン」篇（2018年6月） - バンドマン 役

### MV
- CODE-V「Winter Love」（2017年10月） - 彼氏 役

### 写真集
- 水江建太1st写真集『東京9-nine-』（2021年7月10日発売）
- 水江建太2nd写真集『ONE DAY NEWYORK』（2023年7月5日発売）

### 玩具
- 仮面ライダーギーツ PREMIUM DXメモリアルファンタジーレイズバックル（2025年1月、玩具ボイス）

### その他
- 期間限定ユニットプロジェクト「まっきーとけんた」 - けんた[32]